# 斛律平
斛律 平（こくりつ へい、生没年不詳）は、中国の北魏末から北斉にかけての軍人。朔州勅勒部の出身。斛律金の兄にあたる。

## 経歴
北魏の光禄大夫の斛律大那瓌の子として生まれた。景明年間、殿中将軍として召され、襄威将軍に転じた。六鎮の乱が起こると、斛律平は大将軍の尉賓の下で北伐したが、敗れて反乱側に捕らえられた。後に弟の斛律金とともに雲州で逃亡して、再び北魏に帰順し、龍驤将軍に進んだ。斛律金とともに部衆を率いて南に向かい、黄瓜堆にいたって杜洛周に敗れ、部衆はばらばらになった。斛律平は爾朱栄に従って、父の第一領民酋長の爵位を継いだ。
普泰元年（531年）、高歓が信都で起兵すると、斛律平は都督として従った。平北将軍・顕州刺史に転じ、鎮南将軍の号を加えられ、固安県伯に封じられた。まもなく爵位は侯に進み、肆州刺史を代行した。宇文泰が右将軍の李小光を梁州に駐屯させると、斛律平はこれを攻撃して捕らえた。燕州刺史として出向し、のちに召されて左衛将軍を兼ねた。天平4年（537年）、梁州刺史の鹿悆が西魏に降ると、斛律平は宋顕と大梁で合流した。武定4年（546年）、北徐州の鄭土定が郎中を号して州城を占拠すると、斛律平はこの反乱を討って鎮圧した。済州刺史に任じられた。武定6年（548年）、侯景が長江を渡ると、斛律平は大都督となり、青州刺史の敬顕儁や左衛将軍の厙狄伏連らを率いて寿陽・宿預の30城あまりを平定した。済州に帰ると、開府の位を加えられ、驃騎大将軍に進み、爵位は公となった。天保元年（550年）、北斉が建国されると、陽羡侯の別封を受けた。兗州刺史を代行したが、不正な蓄財のために罷免された。後に開府儀同三司となった。天保10年（559年）、廃帝が即位すると、特進となり、滄州楽陵郡を食邑とした。皇建元年（560年）、定陽郡公に封じられ、護軍に任じられた。後に青州刺史となり、死去した。太尉の位を追贈された。

## 伝記資料
- 『北斉書』巻17 列伝第9
- 『北史』巻54 列伝第42